# Phillipsburg (Ohio)
Phillipsburg è un villaggio degli Stati Uniti d'America, situato nello stato dell'Ohio, in particolare nella contea di Montgomery.